# Rome, ville ouverte
Série Trilogie de la guerre
Païsa
(1946)
Pour plus de détails, voir Fiche technique et Distribution.
Rome, ville ouverte (titre original : Roma città aperta) est un film italien néoréaliste réalisé par Roberto Rossellini, sorti en 1945.

## Synopsis
1944. Rome est déclarée « ville ouverte » ; le chef d'un réseau de résistance communiste, l'ingénieur Manfredi, traqué par la Gestapo, se cache chez un imprimeur, Francesco, qui doit se marier à Pina (Anna Magnani) et qui le fait rentrer en contact avec Don Pietro, le curé de la paroisse, résistant lui aussi. Le petit Marcello, le fils de Pina et de son premier mari décédé, participe, avec les gamins de son âge à des actions de résistance spontanées. Pietro fournit des faux-papiers à Manfredi.
La Gestapo organise une grande rafle dans l'immeuble où habitent Francesco et Pina. Pina est témoin de l'arrestation de Francesco, elle hurle et court vers le camion où lui et d'autres hommes ont été emmenés, et est abattue par les soldats allemands. Le camion sera ensuite attaqué par des partisans italiens, ce qui permet à Francesco de s'évader. Manfredi et Francesco se réfugient chez Marina Mari, la maîtresse de Manfredi. Mais Marina, manipulée par Ingrid, sa pourvoyeuse de drogue et agent auprès du Major Bergmann, officier de la Gestapo, les trahit. Manfredi et Pietro sont arrêtés avec un déserteur autrichien alors qu'ils partent de Rome, Francesco s'échappe.
Manfredi est torturé à mort par la Gestapo, le déserteur se pend et Don Pietro, qui a assisté à la mort de Manfredi, est fusillé devant Marcello et d'autres enfants de la paroisse.

## Fiche technique

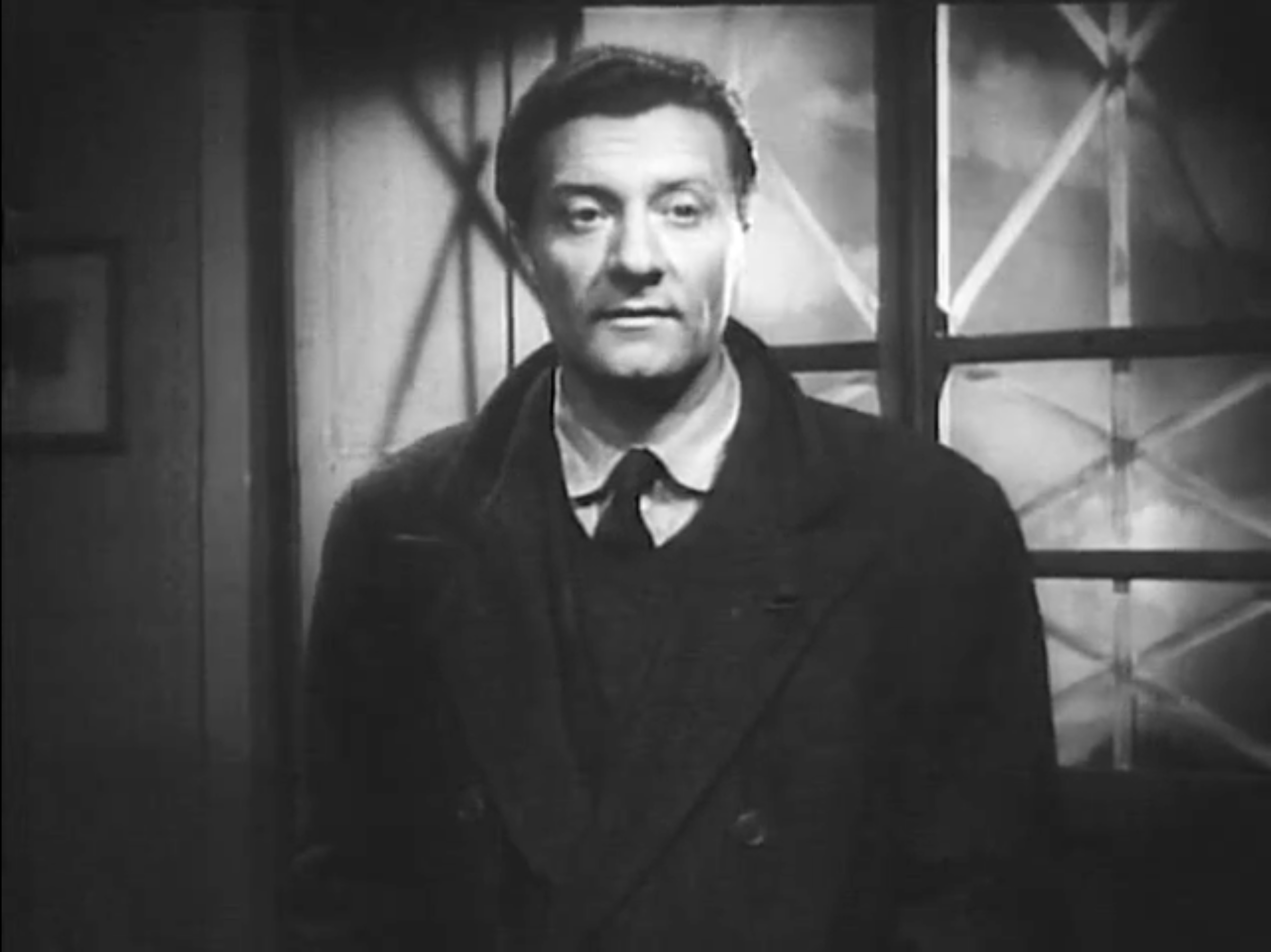
Marcello Pagliero dans une scène du film

- Titre original italien : Roma città aperta
- Titre français : Rome, ville ouverte
- Réalisation : Roberto Rossellini
- Scénario : Sergio Amidei, Federico Fellini, Alberto Consiglio (it) et Roberto Rossellini
- Directeur de la photographie : Ubaldo Arata
- Cadreur : Vincenzo Seratrice
- Décors : Rosario Megna
- Son : Raffaele Del Monte
- Musique : Renzo Rossellini (direction d'orchestre : L. Ricci)
- Montage : Eraldo Da Roma
- Production : Contessa Chiara Politi, Giuseppe Amato, Aldo Venturini
- Société de production : Excelsa Film
- Pays d'origine :  Royaume d'Italie
- Langue : italien
- Tournage : du 19 janvier 1944 au 30 juin 1945
- Format : Noir et blanc — 35 mm — 1,37:1 — Son : Mono (Western Electric Recording)
- Genre : Film dramatique, Film de guerre, Thriller
- Durée : 103 minutes (1 h 43) (DVD : 97 minutes)
- Dates de sortie :
  - Royaume d'Italie : 27 septembre 1945
  - France : septembre 1946 (Festival de Cannes) | 13 novembre 1946 (sortie nationale)
  - Allemagne de l'Ouest : février 1961 (Durée réduite à 93 minutes, doublage partiellement modifié, déconseillé aux moins de 16 ans[1])

## Distribution

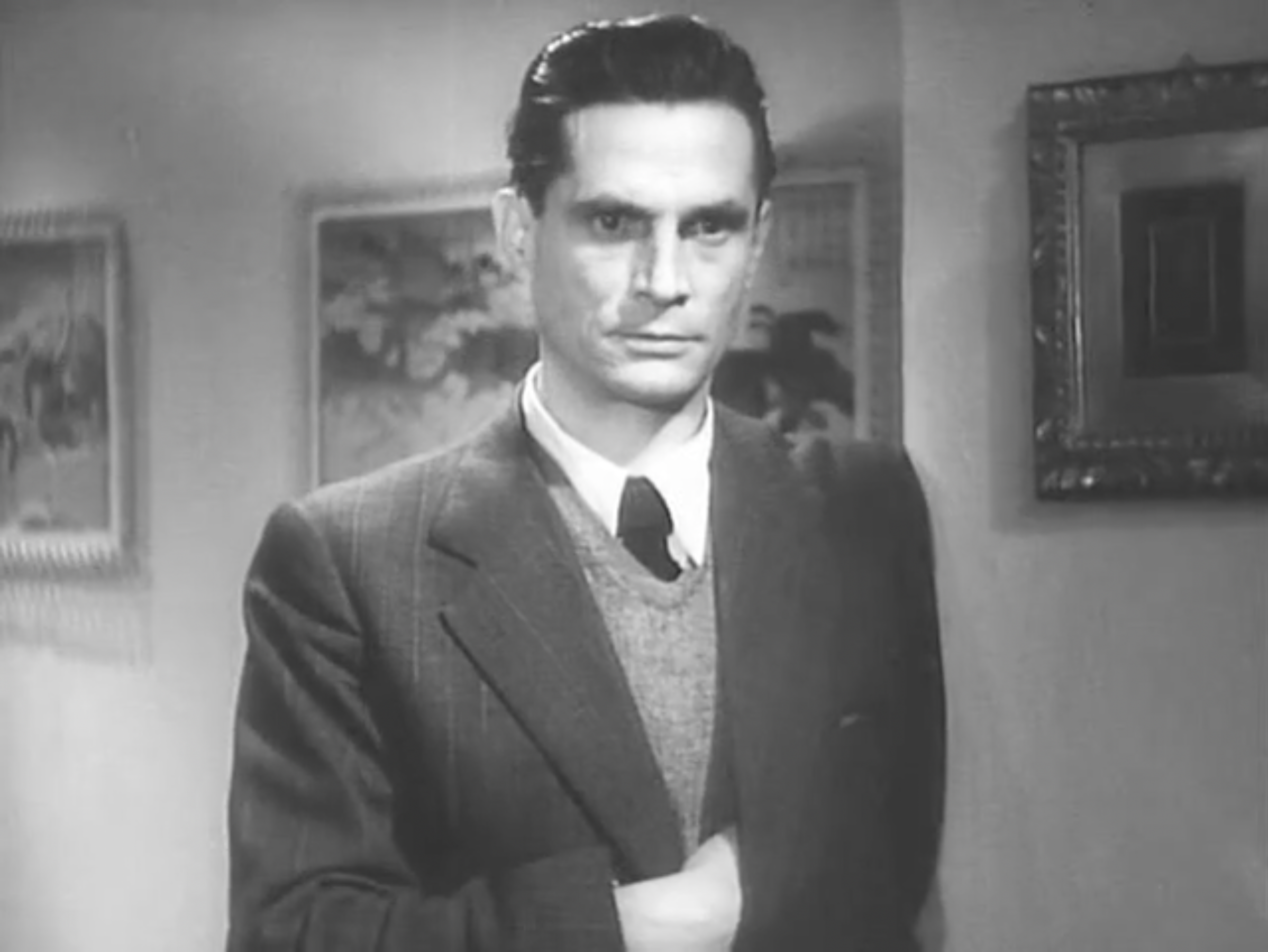
Francesco Grandjacquet dans une scène du film

- Aldo Fabrizi : Don Pietro Pellegrini, un curé romain résistant
- Anna Magnani : Pina (Anne-Marie dans la VF / (VF : Anne Caprile)), une veuve au chômage sur le point de se remarier avec Francesco, un résistant
- Marcello Pagliero : l'ingénieur Giorgio Manfredi, alias Luigi Ferraris, un chef résistant communiste
- Vito Annichiarico : Marcello (Marcel dans la VF), le petit garçon de Pina
- Nando Bruno : Agostino, alias Purgatorio, le sacristain
- Harry Feist : le sturmbannführer SS Fritz Bergmann, de la Gestapo
- Giovanna Galletti : Ingrid, un agent de la Gestapo, pourvoyeuse de drogue de Marina
- Francesco Grandjacquet : Francesco, un typographe résistant sur le point d'épouser Pina
- Eduardo Passarelli : le brigadier de police (orthographié par erreur Passanelli)
- Maria Michi : Marina Mari (Monique Martin dans la VF), une artiste de music-hall, la maîtresse de Manfredi
- Carla Rovere : Lauretta, une souris grise, la sœur de Pina
- Carlo Sindici : le questeur de Rome
- Joop van Hulzen : le capitaine Hartmann
- Ákos Tolnay : le déserteur autrichien

Et, parmi les acteurs non crédités :
- Caterina Di Furia : une femme dans la foule
- Laura Clara Giudice : un petit rôle
- Turi Pandolfini : le grand-père
- Amalia Pellegrini : Nannina, la propriétaire de l'immeuble
- Spartaco Ricci : le motocycliste allemand
- Doretta Sestan : un petit rôle
- Alberto Tavazzi : le prêtre confesseur

## Autour du film
Ce film raconte l'histoire d'un groupe d'Italiens vivant l'occupation nazie de 1944. Les résistants sont incarnés par une mère et son fils, un typographe, un militant communiste et un prêtre catholique[source secondaire souhaitée]. La dénonciation et la pauvreté sont deux thèmes importants de ce long métrage qui marque les débuts du mouvement du néoréalisme italien d'après-guerre. Malgré une représentation de la résistance qui intègre différentes classes de la société, le film est censuré à la télévision italienne en 1954[source insuffisante].

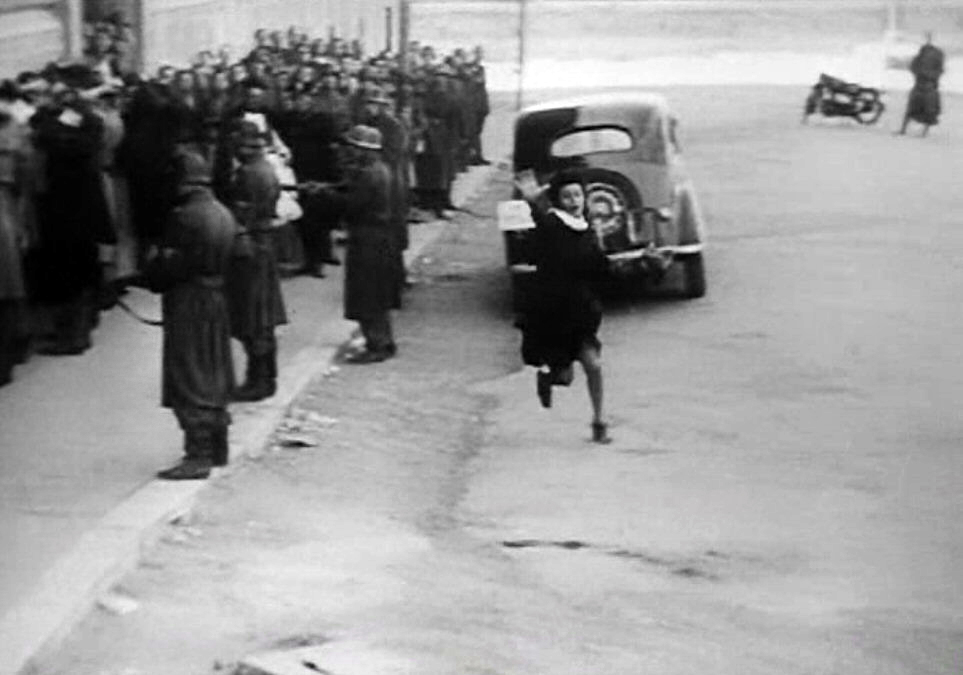
Anna Magnani dans une scène du film

Pour le scénario, Rossellini, aidé par Sergio Amidei et Federico Fellini, alors jeune journaliste, s'est inspiré d'histoires vraies :
- le personnage de don Pietro Pellegrini (Aldo Fabrizi) est inspiré de don Giuseppe Morosini, prêtre fusillé en 1944 pour son activité en faveur de la Résistance ;
- Pina (Anna Magnani) est inspirée de Teresa Gullace (it), tuée en public par les nazis alors qu'elle était enceinte ;
- Giorgio Manfredi (Marcello Pagliero) est inspiré par les partisans Celeste Negarville et Antonio Carini (it) ;
- les enfants sont eux aussi inspirés d'une histoire vraie ;
- le tournage des scènes religieuses eut lieu à l'église Santa Maria dell'Orto de Trastevere.

Cette œuvre de Rossellini pourrait être considérée comme un document historique en raison de son réalisme[réf. nécessaire]. Film réalisé avec de très petits moyens (Rossellini s'est servi de pellicules de photographie mises bout à bout en chambre noire), il est considéré par beaucoup de cinéphiles comme le premier film néoréaliste de l'histoire du cinéma italien[réf. nécessaire].
Dans la filmographie du réalisateur, ce film fait partie de la « Trilogie de la guerre » avec Païsa et Allemagne, année zéro. Les 2 principaux rôles du film sont tenus par Anna Magnani et Aldo Fabrizi.

## Distinctions
Le film a reçu le Grand Prix (ancêtre de la Palme d'or) lors du Festival de Cannes 1946 conjointement avec dix autres films.